# Koripallon miesten SM-sarjakausi 1940
La Koripallon miesten SM-sarjakausi 1940 è stata la 2ª edizione del massimo campionato finlandese di pallacanestro maschile. La vittoria finale è stata ad appannaggio dell'Eiran Kisa-Veikot.

## Risultati

### Stagione regolare
|    | Squadra                   | G | V | P | PF   | PS   | Pt. |
| -- | ------------------------- | - | - | - | ---- | ---- | --- |
| 1. | Eiran Kisa-Veikot         | 7 | 6 | 1 | 23,3 | 10,6 | 12  |
| 2. | Suurnan Pojat             | 7 | 6 | 1 | 15,0 | 12,0 | 12  |
| 3. | Kadettikoulu              | 7 | 5 | 2 | 23,3 | 11,1 | 10  |
| 4. | Helsingin Unitas          | 7 | 3 | 4 | 13,1 | 12,0 | 6   |
| 5. | Helsingin Kiri-Veikot     | 7 | 3 | 4 | 14,6 | 18,0 | 6   |
| 6. | Huoltokomppania           | 7 | 3 | 4 | 12,6 | 18,6 | 6   |
| 7. | Ylioppilaskoripalloilijat | 7 | 2 | 5 | 13,0 | 16,6 | 4   |
| 8. | Helsingin NMKY            | 7 | 0 | 7 | 11,6 | 27,3 | 0   |

| Koripallon miesten SM-sarjakausi 1940 |
| ------------------------------------- |
| Eiran Kisa-Veikot 1º titolo           |